# حارة الوحش (التواهي)

تعديل مصدري - تعديل

حارة الوحش هي إحدى حارات حي النجمة الحمراء الواقع بمديرية التواهي التابعة لمحافظة عدن، بلغ تعداد سكانها 880 نسمة حسب تعداد اليمن لعام 2004.